# Acinonyx pardinensis
Acinonyx pardinensis – wymarły gatunek drapieżnego ssaka z podrodziny kotów (Felinae) w obrębie rodziny kotowatych (Felidae), należący do rodzaju gepard.